# WHA 1978/79
Die WHA-Saison 1978/79 war die siebte und letzte Saison der World Hockey Association (WHA). 
Nachdem die erneuten Verhandlungen mit der National Hockey League gescheitert waren, war die Liga in der Depression. Die Houston Aeros zogen die Konsequenzen aus den finanziellen Schwierigkeiten der Vorsaison und lösten sich im Sommer auf. Weniger Vernunft hatte man bei den Indianapolis Racers. Das Team startete in die Saison und musste nach 25 Spielen den Spielbetrieb einstellen, wodurch die Liga gezwungen war den Spielplan umzustellen. Ein Nachwuchsspieler der Racers, der bei seinen acht Einsätzen drei Vorlagen und drei Tore beigesteuert hatte, wechselte zu den Edmonton Oilers und beflügelte deren Spiel. Sein Name war Wayne Gretzky. Er spielte eine starke Saison und brachte neues Leben in die totgesagte Liga.
Wie in der Vorsaison tourten die Nationalteams aus der Sowjetunion und der Tschechoslowakei durch Nordamerika und bestritt je ein Spiel bei jedem Team der WHA. Da Edmonton seinen Spielplan nicht vollständig auffüllen konnte, bestritten sie ein zusätzliches Spiel gegen Finnland.
In den Finalspielen um die Avco World Trophy trafen die Edmonton Oilers auf die Winnipeg Jets. Die Jets waren Außenseiter, doch ihre Erfahrung setzte sich gegen die talentierten Spieler aus Edmonton mit 4–2 durch. Als Edmontons Dave Semenko zwölf Sekunden vor dem Ende des sechsten und letzten Spiels gegen Gary Smith traf, wurde letztmals ein Treffer in der WHA bejubelt.
2.085.574 Zuschauer sahen die 259 Spiele der letzten Saison. Im Schnitt waren das 8.052 pro Spiel, was zur Vorsaison nur einen ganz knappen Rückgang von 200 Zuschauern pro Partie bedeutete. In der NHL war zu dieser Zeit der Zuschauerschnitt auf knapp unter 11.409 zurückgegangen.

## Reguläre Saison

### Abschlusstabellen
Wie im Vorjahr spielten alle Teams ein Spiel gegen die Soviet All Stars und die Tschechoslowakei. Diese Spiele zählten zur regulären Saison. Nach der Aufgabe der Indianapolis Racers hätten die Edmonton Oilers die Saison mit nur 79 Spielen beenden müssen. Um auch ihnen ein 80. Spiel zu ermöglichen spielten sie am 20. März 1979 gegen Finnland.
Abkürzungen: GP = Spiele, W = Siege, L = Niederlagen, T = Unentschieden, GF = Erzielte Tore, GA = Gegentore, Pts = Punkte

Erläuterungen: In Klammern befindet sich die Platzierung innerhalb der Conference;       = Playoff-Qualifikation,       = Divisions-Sieger,       = Aufgabe während der Saison,        = Gastmannschaft
|                                                    | GP | W  | L  | T | GF  | GA  | Pts | Zø     |
| -------------------------------------------------- | -- | -- | -- | - | --- | --- | --- | ------ |
| Edmonton Oilers                                    | 80 | 48 | 30 | 2 | 340 | 266 | 98  | 11.255 |
| Québec Nordiques                                   | 80 | 41 | 34 | 5 | 288 | 271 | 87  | 8.834  |
| Winnipeg Jets                                      | 80 | 39 | 35 | 6 | 307 | 306 | 84  | 8.683  |
| New England Whalers                                | 80 | 37 | 34 | 9 | 298 | 287 | 83  | 6.988  |
| Cincinnati Stingers                                | 80 | 33 | 41 | 6 | 274 | 284 | 72  | 7.048  |
| Birmingham Bulls                                   | 80 | 32 | 42 | 6 | 286 | 311 | 70  | 6.316  |
| Indianapolis Racers (Aufgabe am 15. Dezember 1978) | 25 | 5  | 18 | 2 | 78  | 130 | 12  | 6.364  |
| Soviet All-Stars                                   | 6  | 4  | 1  | 1 | 27  | 20  | 9   | –      |
| Tschechoslowakei                                   | 6  | 1  | 4  | 1 | 14  | 33  | 3   | –      |
| Finnland                                           | 1  | 0  | 1  | 0 | 4   | 8   | 0   | –      |

### Beste Scorer
Abkürzungen: GP = Spiele, G = Tore, A = Assists, Pts = Punkte, PIM = Strafminuten; Fett: Saisonbestwert
| Spieler         | Team                  | GP | G  | A  | Pts | +/- | PIM |
| --------------- | --------------------- | -- | -- | -- | --- | --- | --- |
| Réal Cloutier   | Québec                | 77 | 75 | 54 | 129 | +6  | 48  |
| Robbie Ftorek   | Cincinnati            | 80 | 39 | 77 | 116 | +11 | 87  |
| Wayne Gretzky   | Indianapolis/Edmonton | 80 | 46 | 64 | 110 | −2  | 19  |
| Mark Howe       | New England           | 77 | 42 | 65 | 107 | +4  | 32  |
| Kent Nilsson    | Winnipeg              | 78 | 39 | 68 | 107 | 0   | 8   |
| Morris Lukowich | Winnipeg              | 80 | 65 | 34 | 99  | +12 | 119 |
| Marc Tardif     | Québec                | 74 | 41 | 55 | 96  | +8  | 98  |
| André Lacroix   | New England           | 78 | 32 | 56 | 88  | −2  | 34  |
| Terry Ruskowski | Winnipeg              | 75 | 20 | 66 | 86  | +5  | 211 |
| Peter Sullivan  | Winnipeg              | 80 | 46 | 40 | 86  | −2  | 24  |

### Beste Torhüter
Abkürzungen: GP = Spiele, TOI = Eiszeit (in Minuten), W = Siege, L = Niederlagen, OTL = Overtime/Shootout-Niederlagen, GA = Gegentore, SO = Shutouts, Sv% = gehaltene Schüsse (in %), GAA = Gegentorschnitt; Fett: Saisonbestwert
| Spieler         | Team        | GP | TOI  | W  | L  | T | GA  | SO | GAA  |
| --------------- | ----------- | -- | ---- | -- | -- | - | --- | -- | ---- |
| Dave Dryden     | Edmonton    | 63 | 3531 | 41 | 17 | 2 | 170 | 3  | 2,89 |
| Richard Brodeur | Québec      | 42 | 2433 | 25 | 13 | 3 | 126 | 3  | 3,11 |
| Jim Corsi       | Québec      | 40 | 2291 | 16 | 20 | 1 | 126 | 3  | 3,30 |
| Al Smith        | New England | 40 | 2396 | 17 | 17 | 5 | 132 | 1  | 3,31 |
| Michel Dion     | Cincinnati  | 30 | 1681 | 10 | 14 | 2 | 93  | 0  | 3,32 |

## Playoff

### Modus
Nachdem sich die fünf ersten Teams qualifiziert hatten, starten die im K.-o.-System ausgetragenen Playoffs. Die Teams auf Platz vier und fünf spielten den Platz gegen das punktbeste Team aus. Das Zweite traf auf das Dritte. Die siegreichen Teams spielten dann in der Finalserie um die Avco World Trophy.
Alle Serien ab dem Halbfinale wurden im Best-of-Seven-Modus ausgespielt, das heißt, dass ein Team vier Siege zum Erreichen der nächsten Runde benötigte. Das höher gesetzte Team hatte dabei die ersten beiden Spiele Heimrecht, die nächsten beiden das gegnerische Team. War bis dahin kein Sieger aus der Runde hervorgegangen, wechselte das Heimrecht von Spiel zu Spiel. So hatte die höhergesetzte Mannschaft in Spiel 1, 2, 5 und 7, also vier der maximal sieben Spiele, einen Heimvorteil.
Im Finale begann das Team mit den mehr erreichten Punkten in der regulären Saison mit zwei Heimspielen. Es folgten zwei Auswärtsspiele.
Für Spiele, die nach der regulären Spielzeit von 60 Minuten unentschieden standen, war die Overtime vorgesehen. Die Drittel dauerten weiterhin 20 Minuten und es wurde so lange gespielt bis ein Team das erste Tor schoss. In dieser Saison war keine Overtime erforderlich.

### Playoff-Baum
| Quarterfinals | Quarterfinals       | Quarterfinals       |   |                     | Semifinals | Semifinals | Semifinals |  |  | Finals | Finals | Finals |
|               |                     |                     |   |                     |            |            |            |  |  |        |        |        |
| 1             |                     |                     |   |                     |            |            |            |  |  |        |        |        |
| 8             |                     |                     |   |                     |            |            |            |  |  |        |        |        |
| 1             | Edmonton Oilers     | 4                   |   |                     |            |            |            |  |  |        |        |        |
| 1             | Edmonton Oilers     | 4                   |   |                     |            |            |            |  |  |        |        |        |
|               | 4                   | New England Whalers | 3 |                     |            |            |            |  |  |        |        |        |
| 4             | 4                   | New England Whalers | 3 | New England Whalers | 2          |            |            |  |  |        |        |        |
| 4             |                     |                     |   | New England Whalers | 2          |            |            |  |  |        |        |        |
| 5             | Cincinnati Stingers | 1                   |   |                     |            |            |            |  |  |        |        |        |
| 5             | Cincinnati Stingers | 1                   | 1 | Edmonton Oilers     | 2          |            |            |  |  |        |        |        |
|               |                     |                     |   | Edmonton Oilers     | 2          |            |            |  |  |        |        |        |
|               | 3                   | Winnipeg Jets       | 4 |                     |            |            |            |  |  |        |        |        |
| 3             | 3                   | Winnipeg Jets       | 4 |                     |            |            |            |  |  |        |        |        |
|               |                     |                     |   |                     |            |            |            |  |  |        |        |        |
| 6             |                     |                     |   |                     |            |            |            |  |  |        |        |        |
| 3             | Winnipeg Jets       | 4                   |   |                     |            |            |            |  |  |        |        |        |
| 3             | Winnipeg Jets       | 4                   |   |                     |            |            |            |  |  |        |        |        |
|               | 2                   | Québec Nordiques    | 0 |                     |            |            |            |  |  |        |        |        |
| 2             | 2                   | Québec Nordiques    | 0 |                     |            |            |            |  |  |        |        |        |
|               |                     |                     |   |                     |            |            |            |  |  |        |        |        |
| 7             |                     |                     |   |                     |            |            |            |  |  |        |        |        |

### Quarterfinals (Runde 1)
| New England Whalers (4) vs. Cincinnati Stingers (5) | New England Whalers (4) vs. Cincinnati Stingers (5) | New England Whalers (4) vs. Cincinnati Stingers (5) | New England Whalers (4) vs. Cincinnati Stingers (5) | New England Whalers (4) vs. Cincinnati Stingers (5) | New England Whalers (4) vs. Cincinnati Stingers (5) | New England Whalers (4) vs. Cincinnati Stingers (5) |
| Datum                                               | Auswärtsteam                                        | Auswärtsteam                                        | Heimteam                                            | Heimteam                                            | Bem.                                                |                                                     |
| --------------------------------------------------- | --------------------------------------------------- | --------------------------------------------------- | --------------------------------------------------- | --------------------------------------------------- | --------------------------------------------------- | --------------------------------------------------- |
| 21. April                                           | Cincinnati                                          | 3                                                   | 5                                                   | New England                                         |                                                     |                                                     |
| 22. April                                           | New England                                         | 3                                                   | 6                                                   | Cincinnati                                          |                                                     |                                                     |
| 24. April                                           | Cincinnati                                          | 1                                                   | 2                                                   | New England                                         |                                                     |                                                     |
| New England gewinnt die Serie mit 2:1.              |                                                     |                                                     |                                                     |                                                     |                                                     |                                                     |

| In der entscheidenden Serie um den Einzug ins Halbfinale gab es nur Heimsiege. So zogen die New England Whalers, die als Viertplatzierter der regulären Saison zweimal Heimrecht hatten, in die nächste Runde ein. |

### Semifinals (Runde 2)
| Edmonton Oilers (1) vs. New England Whalers (4) | Edmonton Oilers (1) vs. New England Whalers (4) | Edmonton Oilers (1) vs. New England Whalers (4) | Edmonton Oilers (1) vs. New England Whalers (4) | Edmonton Oilers (1) vs. New England Whalers (4) | Edmonton Oilers (1) vs. New England Whalers (4) | Edmonton Oilers (1) vs. New England Whalers (4) |
| Datum                                           | Auswärtsteam                                    | Auswärtsteam                                    | Heimteam                                        | Heimteam                                        | Bem.                                            |                                                 |
| ----------------------------------------------- | ----------------------------------------------- | ----------------------------------------------- | ----------------------------------------------- | ----------------------------------------------- | ----------------------------------------------- | ----------------------------------------------- |
| 26. April                                       | New England                                     | 2                                               | 6                                               | Edmonton                                        |                                                 |                                                 |
| 27. April                                       | New England                                     | 5                                               | 9                                               | Edmonton                                        |                                                 |                                                 |
| 29. April                                       | Edmonton                                        | 1                                               | 4                                               | New England                                     |                                                 |                                                 |
| 1. Mai                                          | Edmonton                                        | 4                                               | 5                                               | New England                                     |                                                 |                                                 |
| 3. Mai                                          | New England                                     | 2                                               | 5                                               | Edmonton                                        |                                                 |                                                 |
| 6. Mai                                          | Edmonton                                        | 4                                               | 8                                               | New England                                     |                                                 |                                                 |
| 8. Mai                                          | New England                                     | 3                                               | 6                                               | Edmonton                                        |                                                 |                                                 |
| Edmonton gewinnt die Serie mit 4:3.             |                                                 |                                                 |                                                 |                                                 |                                                 |                                                 |

Mit ihrer Heimstärke forderten die Whalers auch das Team aus Edmonton. Auch wenn man bei den Oilers nicht einmal knapp an einen Sieg herankam, gewann New England alle drei Heimspiele und zwang die Oilers über die volle Distanz zu gehen.
| Québec Nordiques (2) vs. Winnipeg Jets (3) | Québec Nordiques (2) vs. Winnipeg Jets (3) | Québec Nordiques (2) vs. Winnipeg Jets (3) | Québec Nordiques (2) vs. Winnipeg Jets (3) | Québec Nordiques (2) vs. Winnipeg Jets (3) | Québec Nordiques (2) vs. Winnipeg Jets (3) | Québec Nordiques (2) vs. Winnipeg Jets (3) |
| Datum                                      | Auswärtsteam                               | Auswärtsteam                               | Heimteam                                   | Heimteam                                   | Bem.                                       |                                            |
| ------------------------------------------ | ------------------------------------------ | ------------------------------------------ | ------------------------------------------ | ------------------------------------------ | ------------------------------------------ | ------------------------------------------ |
| 23. April                                  | Winnipeg                                   | 6                                          | 3                                          | Québec                                     |                                            |                                            |
| 25. April                                  | Winnipeg                                   | 9                                          | 2                                          | Québec                                     |                                            |                                            |
| 27. April                                  | Québec                                     | 5                                          | 9                                          | Winnipeg                                   |                                            |                                            |
| 29. April                                  | Québec                                     | 2                                          | 6                                          | Winnipeg                                   |                                            |                                            |
| Winnipeg gewinnt die Serie mit 4:0.        |                                            |                                            |                                            |                                            |                                            |                                            |

Man erwartete eine spannende Serie, bei der die Nordiques leicht favorisiert waren, doch die Jets überraschten das Team aus Québec und siegte bei beiden Spielen im Osten Kanadas. Zuhause machte Winnipeg den Sweep perfekt. Bei Québec überzeugte nur Marc Tardif, der sechs der zwölf Tore für sein Team erzielte und weitere zwei vorlegte.

### Avco World Trophy Championship
| Edmonton Oilers (1) vs. Winnipeg Jets (3)                     | Edmonton Oilers (1) vs. Winnipeg Jets (3) | Edmonton Oilers (1) vs. Winnipeg Jets (3) | Edmonton Oilers (1) vs. Winnipeg Jets (3) | Edmonton Oilers (1) vs. Winnipeg Jets (3) | Edmonton Oilers (1) vs. Winnipeg Jets (3) | Edmonton Oilers (1) vs. Winnipeg Jets (3) |
| Datum                                                         | Auswärtsteam                              | Auswärtsteam | Heimteam | Heimteam                                  | Bem.                                      |                                           |
| ------------------------------------------------------------- | ----------------------------------------- | --- | --- | ----------------------------------------- | ----------------------------------------- | ----------------------------------------- |
| 11. Mai                                                       | Winnipeg                                  | 3 R. Preston (P. Sullivan) 3:29 B. Lesuk (R. Eriksson, L. Moffat) 15:23 R. Preston (K. Nilsson) 56:24 | 1 B. Flett (P. Shmyr) 17:48 | Edmonton                                  |                                           |                                           |
| 13. Mai                                                       | Winnipeg                                  | 3 P. Sullivan (P. Terbenche) 41:17 M. Lukowich (S. Campbell, T. Ruskowski) 51:53 W. Lindström (B. Long, M. Lukowich) 55:24 | 2 D. Sobchuk (P. Driscoll) 26:12 A. Hamilton 44:10 | Edmonton                                  |                                           |                                           |
| 15. Mai                                                       | Edmonton                                  | 8 A. Hamilton (W. Gretzky, B. Callighen) 9:03 P. Driscoll (B. Goldsworthy) 9:44 R. Chipperfield (P. Shmyr, P. Driscoll) 12:45 B. Goldsworthy (A. Hamilton, R. Chipperfield) 16:01 B. MacDonald (R. Siltanen) 41:42 B. Callighen (B. MacDonald, W. Gretzky) 44:14 B.-Å. Gustafsson (D. Hunter, S. Weir) 49:52 D. Hunter (B.-Å. Gustafsson, A. Hamilton) 51:00 | 3 M. Lukowich (T. Ruskowski, K. Nilsson) 4:54 W. Lindström 15:53 M. Lukowich (P. MacKinnon, R. Eriksson) 31:56 | Winnipeg                                  |                                           |                                           |
| 16. Mai                                                       | Edmonton                                  | 2 W. Gretzky (B. MacDonald, B. Callighen) 7:41 B. Callighen (W. Gretzky, B.-Å. Gustafsson) 33:42 | 3 R. Preston (P. Sullivan) 12:54 M. Lukowich (K. Nilsson, W. Lindström) 49:24 L. Moffat (B. Lesuk, R. Eriksson) 53:34 | Winnipeg                                  |                                           |                                           |
| 18. Mai                                                       | Winnipeg                                  | 2 R. Preston (M. Lukowich, K. Nilsson) 20:22 K. Nilsson 43:14 | 10 D. Sobchuk (R. Chipperfield, P. Shmyr) 4:23 W. Gretzky (B. Callighen, R. Chipperfield) 16:28 S. Weir (J. Micheletti, D. Sobchuk) 17:29 R. Chipperfield (D. Langevin) 18:01 D. Sobchuk (P. Shmyr, S. Weir) 22:58 R. Chipperfield (R. Siltanen, J. Micheletti) 24:51 R. Chipperfield (P. Driscoll, D. Semenko) 30:45 J. Hughes (D. Sobchuk) 34:23 R. Chipperfield (D. Semenko) 47:45 R. Chipperfield (J. Micheletti, R. Siltanen) 54:31 | Edmonton                                  |                                           |                                           |
| 20. Mai                                                       | Edmonton                                  | 3 R. Chipperfield (P. Driscoll, R. Siltanen) 38:45 B. Flett (A. Hamilton) 41:48 D. Semenko (R. Chipperfield, R. Siltanen) 59:48 | 7 W. Lindström (T. Ruskowski, M. Lukowich) 2:14 B. Long (T. Ruskowski, M. Lukowich) 13:42 P. MacKinnon (P. Sullivan, G. Hicks) 25:22 L. Moffat (R. Eriksson, M. Lukowich) 26:35 B. Long (T. Ruskowski, P. MacKinnon) 29:23 K. Nilsson (P. Sullivan) 42:09 W. Lindström (T. Ruskowski) 53:38 | Winnipeg                                  |                                           |                                           |
| Winnipeg gewinnt die Serie mit 4:2 und den Avco World Trophy. |                                           | | |                                           |                                           |                                           |

Die Winnipeg Jets hatten die neun Tage längere Erholungsphase gut genutzt und siegten in den beiden ersten Partien in Edmonton. Den Oilers gelang beim ersten Spiel in Winnipeg mit 8:3 ein beachtliches Comeback in die Serie. Nachdem die Jets im vierten Spiel den dritten Sieg schafften, überrannten die Oilers die Jets in Spiel 5. Ron Chipperfield erzielte dabei fünf der zehn Tore und legte zwei weitere auf. Zurück in Winnipeg entschieden die Jets die Serie. Mitte des zweiten Drittel führten sie bereits mit 5:0. Den Oilers blieb nur das letzte Tor in der Geschichte der WHA.

### Avco-World-Trophy-Sieger
Die 21 Spieler der Jets setzen sich aus zwei Torhütern, sechs Verteidigern und 13 Angreifern zusammen.
Mehrere Spieler, die im Saisonverlauf zum Einsatz gekommen waren, zählten nicht zur Siegermannschaft. Insbesondere Torwart Markus Mattsson (52 Einsätze in der regulären Saison) und Verteidiger Mike Amodeo (64) – welche einen Großteil der Saisonspiele absolviert hatten – blieben unberücksichtigt, da sie keinen Einsatz in der Endrunde hatten. Nachdem die erste Angriffsformation – bestehend aus den Größen Bobby Hull, Ulf Nilsson und Anders Hedberg – die Winnipeg Jets verlassen hatte, wurde mit den Akteuren Morris Lukowich, Rich Preston und Terry Ruskowski eine neue Formation gebildet, welche die Offensive der Jets anführte. Ergänzt wurde das Team durch die ehemaligen Houston-Aeros-Verteidiger Scott Campbell und Paul Terbenche. 
Neben Cheftrainer Tom McVie und General Manager John Ferguson wurden folgende Spieler auf die Avco World Trophy, die Meisterschaftstrophäe der WHA, eingraviert:
| Avco-World-Trophy-Sieger Winnipeg Jets | Torhüter: Joe Daley, Gary Smith Verteidiger: Scott Campbell, Kim Clackson, Barry Long (C), Paul MacKinnon, Lars-Erik Sjöberg (C), Paul Terbenche Angreifer: Roland Eriksson, John Gray, Bob Guindon, Glenn Hicks, Bill Lesuk, Willy Lindström, Morris Lukowich, Lyle Moffat, Kent Nilsson, Rich Preston, Terry Ruskowski, Peter Sullivan, Steve West Cheftrainer: Tom McVie General Manager: John Ferguson |

### Beste Scorer
Abkürzungen: GP = Spiele, G = Tore, A = Assists, Pts = Punkte, PIM = Strafminuten; Fett: Saisonbestwert
| Spieler          | Team     | GP | G  | A  | Pts | PIM |
| ---------------- | -------- | -- | -- | -- | --- | --- |
| Wayne Gretzky    | Edmonton | 13 | 10 | 10 | 20  | 2   |
| Ron Chipperfield | Edmonton | 13 | 9  | 10 | 19  | 8   |
| Blair MacDonald  | Edmonton | 13 | 8  | 10 | 18  | 6   |
| Willy Lindström  | Winnipeg | 10 | 10 | 5  | 15  | 9   |
| Morris Lukowich  | Winnipeg | 10 | 8  | 7  | 15  | 21  |
| Brett Callighen  | Edmonton | 13 | 5  | 10 | 15  | 15  |

## WHA Awards und vergebene Trophäen
| Auszeichnung                    | Spieler       | Team                |
| ------------------------------- | ------------- | ------------------- |
| Gordie Howe Trophy              | Dave Dryden   | Edmonton Oilers     |
| Bill Hunter Trophy              | Réal Cloutier | Québec Nordiques    |
| Lou Kaplan Trophy               | Wayne Gretzky | Edmonton Oilers     |
| Ben Hatskin Trophy              | Dave Dryden   | Edmonton Oilers     |
| Dennis A. Murphy Trophy         | Rick Ley      | New England Whalers |
| WHA Playoff MVP                 | Rich Preston  | Winnipeg Jets       |
| Robert Schmertz Memorial Trophy | John Brophy   | Birmingham Bulls    |
| Paul Deneau Trophy              | Kent Nilsson  | Winnipeg Jets       |

### WHA All-Star Teams

#### WHA First All-Star Team
Abkürzungen: GP = Spiele, G = Tore, A = Assists, Pts = Punkte, W = Siege, SO = Shutouts, GAA = Gegentorschnitt
| Spieler       | Position      | Team                | GP | G  | A  | Pts |
| ------------- | ------------- | ------------------- | -- | -- | -- | --- |
| Robbie Ftorek | Center        | Cincinnati Stingers | 80 | 39 | 77 | 116 |
| Réal Cloutier | Flügelstürmer | Québec Nordiques    | 77 | 75 | 54 | 129 |
| Mark Howe     | Flügelstürmer | New England Whalers | 77 | 42 | 65 | 107 |
| Rick Ley      | Verteidiger   | New England Whalers | 78 | 11 | 39 | 50  |
| Rob Ramage    | Verteidiger   | Birmingham Bulls    | 80 | 12 | 36 | 48  |

| Spieler     | Position | Team            | GP | W  | SO | GAA  |
| ----------- | -------- | --------------- | -- | -- | -- | ---- |
| Dave Dryden | Torhüter | Edmonton Oilers | 63 | 41 | 3  | 2,89 |

#### WHA Second All-Star Team
Abkürzungen: GP = Spiele, G = Tore, A = Assists, Pts = Punkte, W = Siege, SO = Shutouts, GAA = Gegentorschnitt
| Spieler         | Position      | Team            | GP | G  | A  | Pts |
| --------------- | ------------- | --------------- | -- | -- | -- | --- |
| Wayne Gretzky   | Center        | Edmonton Oilers | 80 | 46 | 64 | 110 |
| Blair MacDonald | Flügelstürmer | Edmonton Oilers | 80 | 34 | 37 | 71  |
| Morris Lukowich | Flügelstürmer | Winnipeg Jets   | 80 | 65 | 34 | 99  |
| Dave Langevin   | Verteidiger   | Edmonton Oilers | 77 | 6  | 21 | 27  |
| Paul Shmyr      | Verteidiger   | Edmonton Oilers | 80 | 8  | 39 | 47  |

| Spieler         | Position | Team             | GP | W  | SO | GAA  |
| --------------- | -------- | ---------------- | -- | -- | -- | ---- |
| Richard Brodeur | Torhüter | Québec Nordiques | 42 | 25 | 3  | 3,11 |